# Ригвава-Дюма, Сюзан
Сюзан Ригвава-Дюма (нидерл. Susan Rigvava-Dumas; род. 31 декабря 1966 года в Нидерландах) — оперная и джазовая певица, а также артистка оперетты и мюзикла.

## Биография
Сюзан Ригвава-Дюма родилась в Нидерландах, училась актерской игре в Маастрихте и пению в Мюнхене и Зальцбурге. Ещё будучи студенткой, получила роль иностранной княгини в «Русалке» Дворжака, Розалинды в «Летучей мыши» Штрауса и Графини в «Женитьбе Фигаро» Моцарта. В 1991 году получила первый приз международного конкурса Дворжака; дала сольный концерт в Москве из произведений Рахманинова и Чайковского. Добилась успеха не только как академическая певица, но и как джазовая, в 1996 году её альбом назван во Франции лучшим джазовым альбомом. С 2002 года играет в европейских мюзиклах.

## Роли
- 1990 — Энсхеде, Vestzaktheater — мюзикл «Zoete Liefdeswaan», Г. Бюмерса.
- 1991 — Антверпен, Konzertsaal De Munt — графиня, опера «Женитьбе Фигаро» Моцарта.
- 1991 — Энсхеде, Musikzentrum — солирующее сопрано, «Маленькая торжественная месса» Д. Россини.
- 1991—1992 — Лейден, Kathedrale St. Peter — солирующее сопрано, оратория «Мессия» Г. Ф. Генделя.
- 1992 — Исни, Opernfestival — иностранная княгиня, опера «Русалка» Дворжака.
- 1993 — Исни, Opernfestival — Розалинда, оперетта «Летучая мышь» И. Штрауса.
- 1995 — Линц, Brucknerhaus — кибер-опера «Ars Electronica» П. Вайбеля
- 1997 — Гиссен, Stadttheater — Розалинда, оперетта «Летучая мышь» И. Штрауса.
- 1997—1998 — Штутгарт — Altes Schauspielhaus Stuttgart, Идуна, музыкальная комедия «Фейерверк» П. Буркхарда.
- 1999 — Мюнхен, Komödie — Идуна, музыкальная комедия «Фейерверк» П. Буркхарда.
- 2001—2002 — Мюнхен — Pasinger Fabrik, Джейн, комическая опера «Телефон или любовь втроем» Д. Менотти.
- 2002 — Мюнхен, Pasinger Fabrik — мюзикл «sind das deine Beine oder meine oder …» Д. Вильгенбаса.
- 2002—2004 — Штутгарт — мадам Жири, мюзикл «Призрак Оперы».
- 2005 — Штутгарт — эрцгерцогиня Софи, мюзикл «Элизабет».
- 2006—2007 — Вена — миссис Денверс, мюзикл «Ребекка».
- 2008 — Вена — Walk in Cover / Killerqueen, мюзикл «We Will Rock You».
- 2008 — Вена — миссис Денверс, мюзикл «Ребекка».

## Концерты
- 1990 — Карловы Вары, турне лауреата международного конкурса Дворжака
- 1991 — Брюссель, Konzertsaal, арии и дуэты из произведений Моцарта с бельгийским камерным оркестром
- 1993—1994 — Москва, зал имени Чайковского, сольные концерты с оркестром Осипова
- 1994 — Москва, Дом Композиторов, фестиваль современной музыки, концертная программа из произведений Вильгельма Килльмаэра и Дитера Шнебеля.
- 1995 — Мюнхен, Prinzregententheater, вечер Карла Орфа, концерт из произведений Карла Орфа, Гюнтера Биаласа и Джона Кейджа.
- 1996 — Париж, L`Attitude St-Germain, сольный джазовый концерт с Берндом Лоцким и Луи Майстиром.
- 1996—1997 — Мюнхен, Lustspielhaus, концертная программа из произведений Джорджа Гершвина и Кола Портера.
- 1999—2001 — Южная Германия и область Боденского озера, концертные туры (поп, рок, джаз).

## Дискография
- 1997 — Elmau Stride Project (Hotsky Records, LC 02542)
- 2006 — Rebecca, original Vienna cast recording (HitSquad Records)
- 2007 — Rebecca: Gesamtaufnahme, two-disc Vienna cast recording (HitSquad Records)
- 2008 — Musical Forever — Das Beste aus 20 Jahren Musical, two-disc (HitSquad Records)